# Turek (Landgemeinde)
Die gmina wiejska Turek ist eine selbständige Landgemeinde in Polen im Powiat Turek in der Woiwodschaft Großpolen. Ihr Sitz befindet sich in der Stadt Turek (deutsch Turek). Die Landgemeinde, zu der die Stadt Turek selbst nicht gehört, hat eine Fläche von 109,4 km², auf der (Stand: 31. Dezember 2020) 10.152 Menschen leben.

## Geschichte
Von 1975 bis 1998 gehörte die Landgemeinde zur Woiwodschaft Konin.

## Geographie
Die Gemeinde liegt zwischen Konin und Kalisz. Das Gebiet der Landgemeinde umfasst die Stadt Turek an allen Seiten.

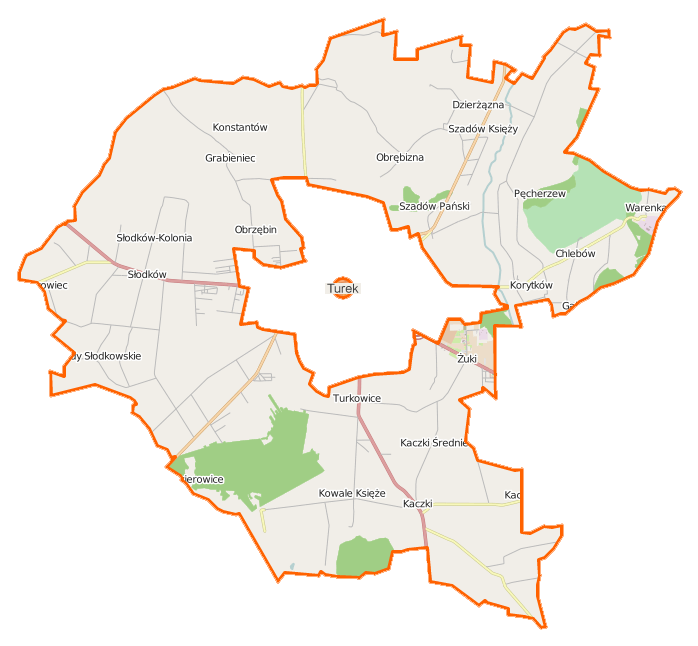
Karte der Landgemeinde

## Gemeindegliederung
Die Landgemeinde Turek umfasst folgende 20 Ortschaften (deutsche Namen bis 1945) mit einem Schulzenamt (sołectwo):
Albertów
Budy Słodkowskie
Chlebów
Cisew
Dzierżązna
Grabieniec
Kaczki Średnie
Kalinowa
Korytków
Kowale Księże
Obrzębin
Obrębizna
Pęcherzew
Słodków (Schloden)
Słodków-Kolonia
Szadów Księży
Turkowice (Turkowitz)
Warenka
Wietchinin
Żuki
Weitere Ortschaften der Gemeinde sind Cisew Mały, Szadowskie Góry, Szadów Pański und Wrząca.